# Суровые люди
«Суровые люди» (англ. Winter People). — американский художественный фильм режиссёра Теда Котчеффа с Куртом Расселлом и Келли Макгиллис в главных ролях, снятый по одноимённому роману Джона Эля (англ. John Ehle) опубликованному в 1982 году.

## Сюжет
1930-е годы, времена Великой депрессии. Здесь, в горном глухом краю, находящемся в районе Аппалачских гор, появляется молодой вдовец-часовщик Уэйланд Джексон (Расселл) со своей 12-летней дочерью. Им даёт приют мать-одиночка Колли Райт (Макгиллис), в которую Уэйланд, испытывая нежные чувства и благодарность за приют, влюбляется. Эта любовь подливает масла в огонь — в давнюю вражду двух семейных кланов: Райтов и Кэмпбеллов (один из них является отцом ребёнка Колли). Постепенно страсти накаляются и кажется, что выход можно найти только в кровавом противостоянии, которое вряд ли обойдётся без убийства…

## В ролях
| Актёр           | Роль               |
| --------------- | ------------------ |
| Курт Расселл    | Уэйланд Джексон    |
| Келли Макгиллис | Колли Райт         |
| Амелия Бернетт  | Пола Джексон       |
| Ллойд Бриджес   | Уильям Райт        |
| Митчелл Райан   | Друри Кэмпбелл     |
| Джеффри Мик     | Коул Кэмпбелл      |
| Лэнни Флаэрти   | Гаджер Райт        |
| Дон Майкл Пол   | молодой Колли Райт |